# Jewgienija Gołubiewa
Jewgienija Gołubiewa, ros. Евгения Голубева (ur. 24 marca 1988 w Kostieriowie) – rosyjska wioślarka.

## Osiągnięcia
- Mistrzostwa Świata Juniorów – Brandenburg 2005 – czwórka podwójna – 10. miejsce[1].
- Mistrzostwa Świata Juniorów – Amsterdam 2006 – czwórka podwójna – 7. miejsce[1].
- Mistrzostwa Świata U-23 – Glasgow 2007 – czwórka podwójna – 9. miejsce[1].
- Mistrzostwa Świata U-23 – Račice 2009 – dwójka podwójna – 8. miejsce[1].
- Mistrzostwa Europy – Brześć 2009 – czwórka podwójna – 5. miejsce[1].
- Mistrzostwa Europy – Montemor-o-Velho 2010 – czwórka podwójna – 6. miejsce[1].